# Финал Кубка Швеции по футболу 1947
Финальный матч 7-го розыгрыша Кубка Швеции по футболу состоялся 24 августа 1947 года на стадионе «Росунда» в Стокгольме.

## Путь к финалу
| Мальмё       | Мальмё    | Стадия     | АИК      | АИК       |
| ------------ | --------- | ---------- | -------- | --------- |
| Соперник     | Результат | Раунд      | Соперник | Результат |
| Слейпнер     | 3:1       | 2-й раунд  | Лудвика  | 1:1       |
| Отвидаберг   | 5:2       | 1/4 финала | Юргорден | 3:2       |
| Хельсингборг | 2:0       | 1/2 финала | ГАИС     | 3:2       |

1. ↑  Победитель был определён по жребию после ничейного результата

## Отчёт о матче
| Мальмё                                                   | 3:2 | АИК                                 |
| -------------------------------------------------------- | --- | ----------------------------------- |
| - Б. Таппер 58′ (пен.) - Б. Таппер 75′ - Г. Нильссон 82′ |     | - Х. Карлссон 16′ - Й. Нильссон 82′ |

| Мальмё:        |                  |
| Вр             | Свен Винквист    |
| Защ            | Ханс Мальмстрём  |
| Защ            | Эрик Нильссон    |
| Защ            | Челль Росен      |
| Защ            | Стуре Мортенссон |
| ПЗ             | Ингвар Ерд       |
| ПЗ             | Эгон Йёнссон     |
| ПЗ             | Бёрье Таппер     |
| ПЗ             | Густав Нильссон  |
| Нап            | Вальфрид Эк      |
| Нап            | Стеллан Нильссон |
| Тренер:        |                  |
| Кальман Конрад |                  |

| АИК:             |                    |
| Вр               | Густав Шёберг      |
| Защ              | Леннарт Аскингер   |
| Защ              | Уве Карлссон       |
| Защ              | Бенгт Русенквист   |
| Защ              | Харри Нильссон     |
| ПЗ               | Харри Юханссон     |
| ПЗ               | Йёста Нильссон     |
| ПЗ               | Леннарт Петтерссон |
| ПЗ               | Суне Андерссон     |
| Нап              | Хенри Карлссон     |
| Нап              | Бертиль Беквалль   |
| Тренер:          |                    |
| Иштван Вампетитс |                    |